# (9133) d’Arrest
(9133) d’Arrest (3107 P-L) – planetoida z grupy pasa głównego asteroid okrążająca Słońce w ciągu 4,26 lat w średniej odległości 2,63 j.a. Odkryta 25 września 1960 roku.